# Engreux
Engreux (Waals: Engroe) is een dorpje in de Belgische provincie Luxemburg. Het ligt in Mabompré, een deelgemeente die behoort tot de gemeente Houffalize. Engreux ligt anderhalve kilometer van Bonnerue. Aan de rand van het dorp komen de zijtakken van de rivier de Ourthe bij elkaar.

## Ontvoering
Op 4 januari 1992 werd Anthony de Clerck uit het plaatsje Belsele ontvoerd door de bende van Danny Vanhamel. Anthony de Clerck heeft 32 dagen vast gezeten in Engreux, daarna werd hij vrij gelaten in Massenhoven.

## Galerij

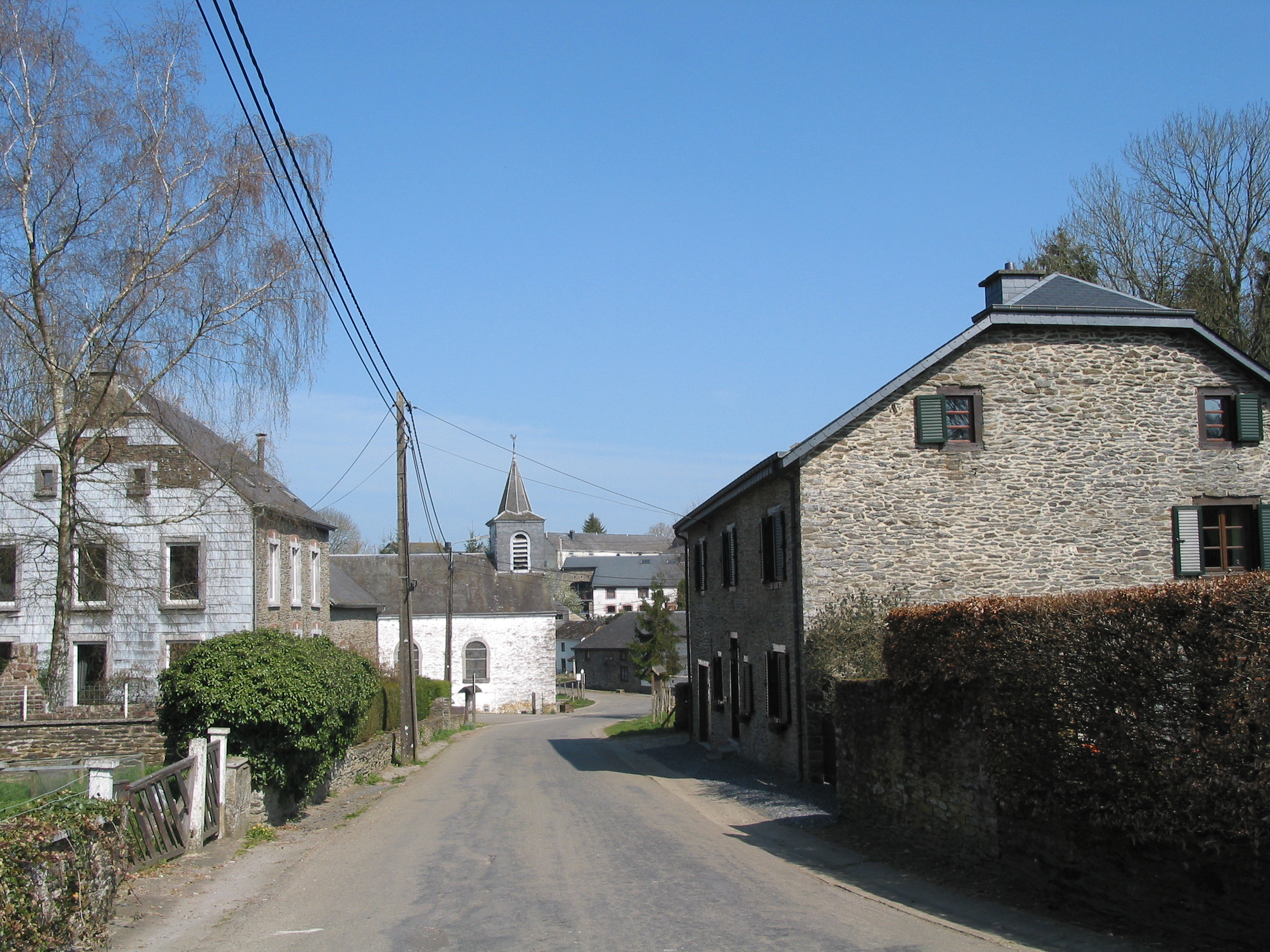
het dorp
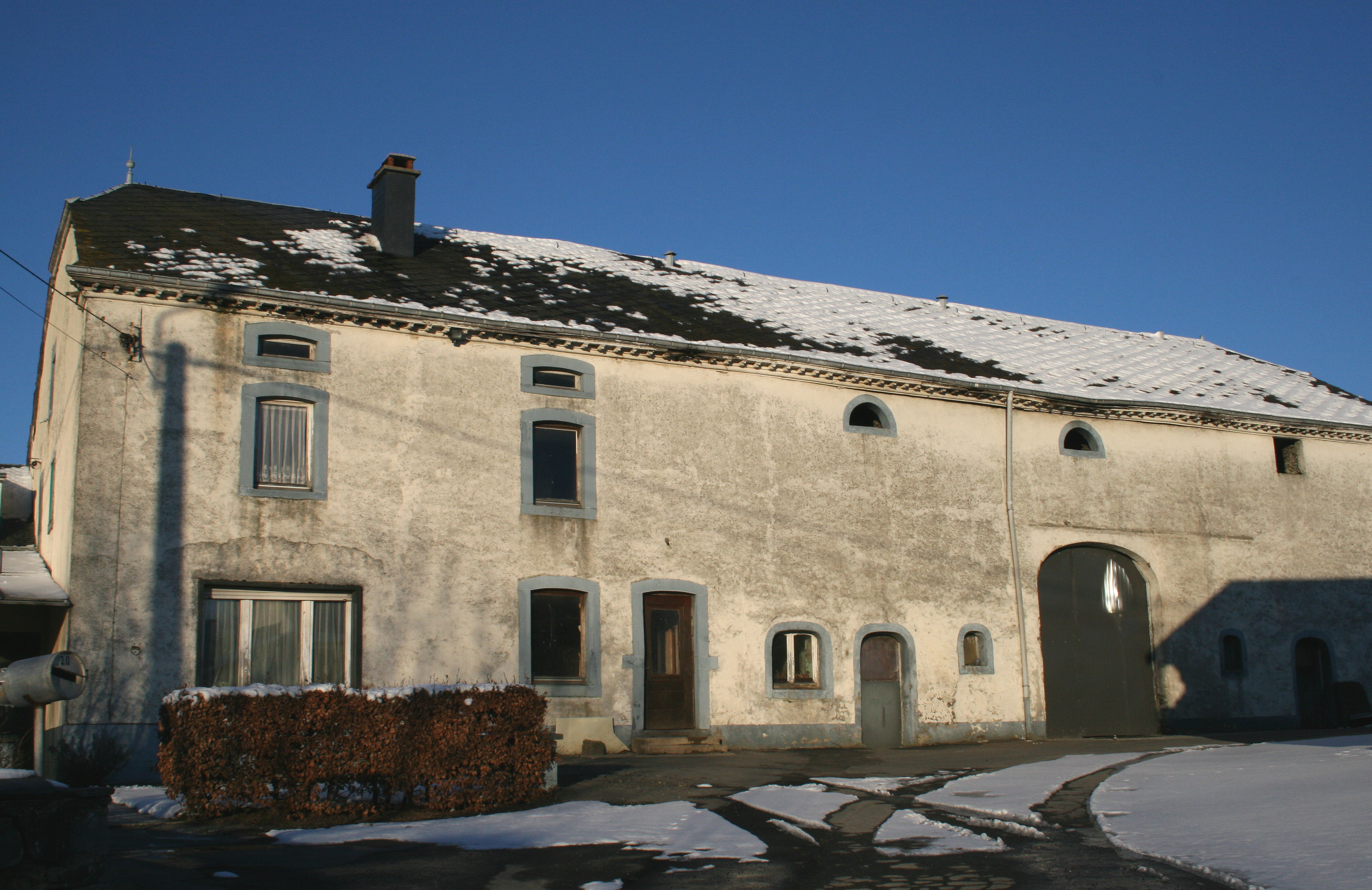
een boerderij
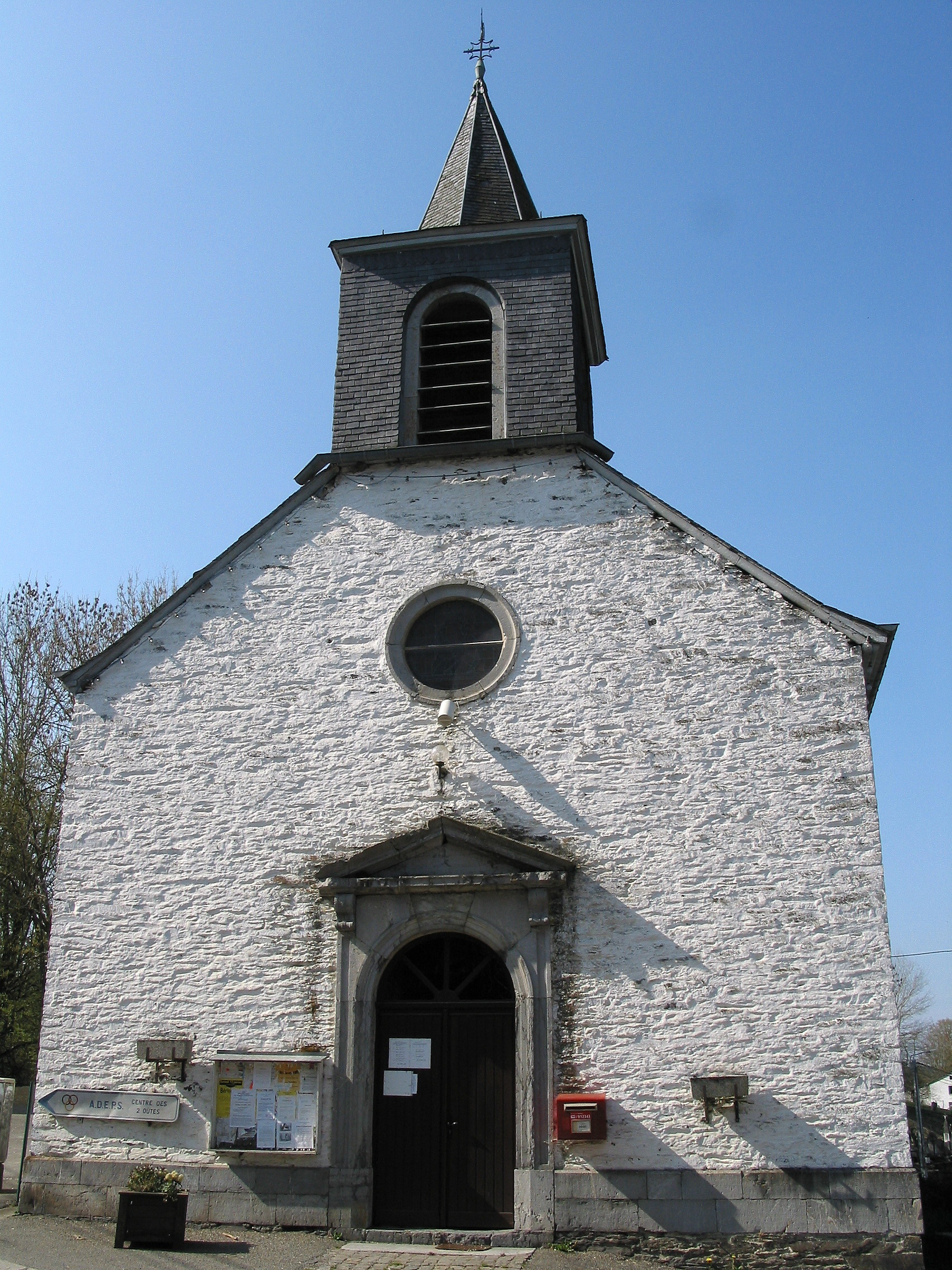
Het kerkje van Engreux
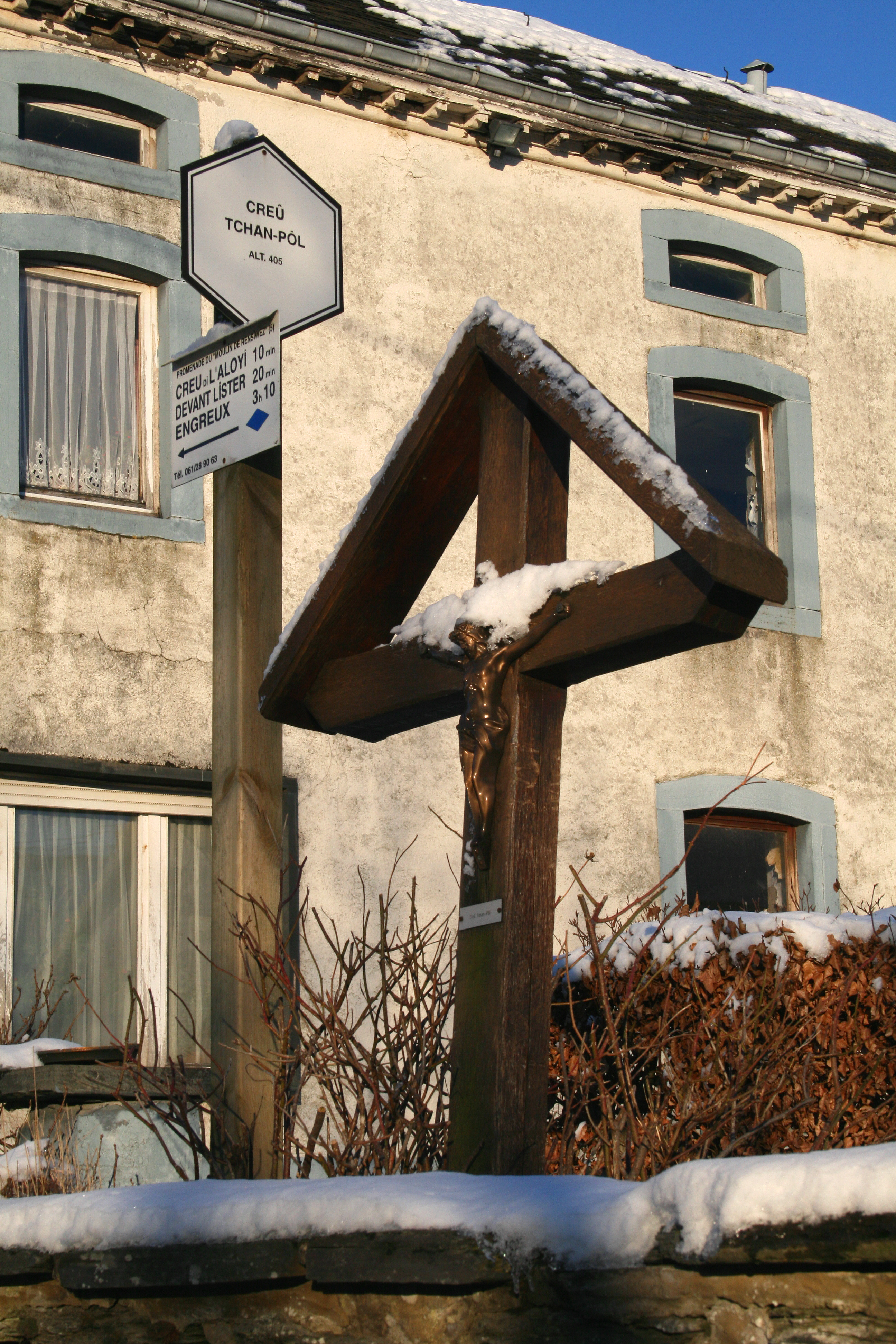
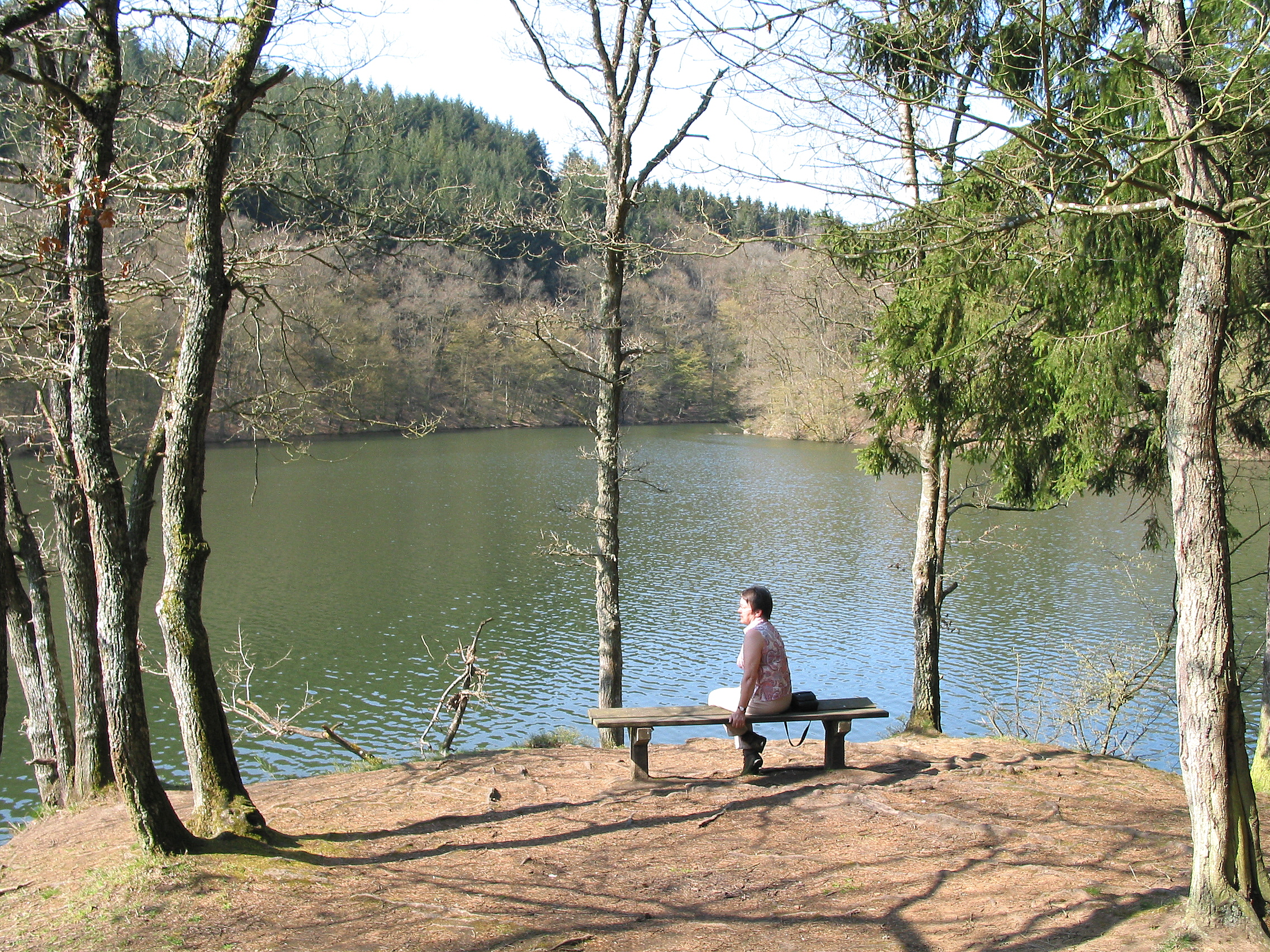
De zijtakken van de ourthe die samenvloeien

Deelgemeenten: Houffalize · Mabompré · Mont · Nadrin · Tailles · Tavigny · Wibrin

Overige kernen: Achouffe · Alboumont · Bœur · Bonnerue · Buret · Cetturu · Chabrehez · Cowan · Dinez · Engreux · Filly · Fontenaille · Mormont · Ollomont · Pisserotte · Sommerain · Taverneux · Vellereux · Vissoûle · Wandebourcy · Wilogne

Belgische gemeenten · Arrondissement Bastenaken · Luxemburg · Wallonië